# Kurt Seidel (Historiker)
Kurt Seidel (* 24. Juni 1921 in Saulgau; † 22. April 2001 in Schwäbisch Gmünd) war ein deutscher Historiker.

## Leben
Seit 1927 lebte der Sohn eines Amtsrichters in Schwäbisch Gmünd, wo er 1940 das Abitur machte. Auf das Studium der Volkswirtschaft an der Universität Tübingen folgte dort 1953 die Promotion zum Dr. rer. pol. mit einer Fallstudie zum Ort Leinzell: Falschverstandene Siedlungspolitik und deren soziale und wirtschaftliche Folgen dargestellt an einem Gemeindebeispiel. Von 1953 bis 1955 war er Sachbearbeiter in der Württembergischen Girozentrale - Landeskommunalbank Stuttgart. 1955 bis 1967 wirkte er im höheren Schuldienst an berufsbildenden Schulen in Stuttgart, Schorndorf, Aalen und Schwäbisch Gmünd.
1967 frühpensioniert, entfaltete Seidel eine reiche schriftstellerische Tätigkeit zur Geschichte Schwäbisch Gmünds und seiner Umgebung sowie zur Geschichte des Eisenbahnwesens. Sein Buch Schmalspur in Baden-Württemberg (1977) erlebte fünf Auflagen.

## Ehrungen
1964 erhielt er den Schubart-Literaturpreis der Stadt Aalen, 1988 den Förderpreis des Verkehrsforums Bahn.

## Werke (in Auswahl)
- Die Härtsfeld-Bahn. 2. Auflage Mainz 1979, ISBN 3-921426-12-X
- (Gemeinsam mit Albert Mühl) Die Württembergischen Staatseisenbahnen. 2. Auflage Stuttgart 1980, ISBN 3-8062-0249-4
- Das große Buch der Furka–Oberalp Bahn. Mainz 1982, ISBN 3-921426-25-1
- Schmalspur in Baden-Württemberg. 5. Auflage Schwäbisch Gmünd 1984, ISBN 3-921703-59-X
- Die Remsbahn. Schienenwege in Ostwürttemberg. Stuttgart 1987, ISBN 3-8062-0483-7
- Die Zahnradbahn zum Braunenberg. Geschichte einer technischen Pioniertat. Schwäbisch Gmünd 1992, ISBN 3-927654-29-9